# HC Vítkovice Ridera
HC Vítkovice Ridera (voluit Hockey Club Vítkovice Ridera) is een Tsjechische ijshockeyclub uit Ostrava uitkomend in de Extraliga, het hoogste niveau van het land. De thuiswedstrijden worden gespeeld in het Ostravar Aréna, welke plaats biedt aan 10.004 toeschouwers. HC Vítkovice Ridera is in 1928 opgericht als SK Moravská Ostrava.

## Naamswijzigingen
- 1928 – SK Moravská Ostrava (Sportovní klub Moravská Ostrava)
- 1929 – SSK Vítkovice (Sportovně společenský klub Vítkovice)
- 1936 – ČSK Vítkovice (Český sportovní klub Vítkovice)
- 1945 – SK Vítkovické železárny (Sportovní klub Vítkovické železárny)
- 1948 – Sokol VŽKG (Sokol Vítkovické železárny Klementa Gottwalda)
- 1952 – Baník VŽKG (Baník Vítkovické železárny Klementa Gottwalda)
- 1957 – TJ VŽKG Ostrava (Tělovýchovná jednota Vítkovické železárny Klementa Gottwalda Ostrava)
- 1976 – TJ Vítkovice (Tělovýchovná jednota Vítkovice)
- 1993 – HC Vítkovice (Hockey Club Vítkovice)
- 2005 – HC Vítkovice Steel (Hockey Club Vítkovice Steel)
- 2016 – HC Vítkovice Ridera (Hockey Club Vítkovice Ridera)

## Erelijst
| Nationaal tot 1993                    |    |                  |
| Kampioen Československá hokejová liga | 2× | 1951/52, 1980/81 |